# Michel Mboussou
 (mai 2018).
 (juillet 2022).
Si vous disposez d'ouvrages ou d'articles de référence ou si vous connaissez des sites web de qualité traitant du thème abordé ici, merci de compléter l'article en donnant les références utiles à sa vérifiabilité et en les liant à la section « Notes et références ».
Michel Mboussou, né à Port-Gentil (Gabon), est un homme politique gabonais et ancien directeur général de la Caisse nationale d’assurance maladie et de garantie sociale gabonaise (C.N.A.M.G.S).

## Biographie
Il obtient son doctorat d’état en médecine en 1981 à Dakar à l’Université Cheikh-Anta-Diop. Il se spécialise par la suite en psychiatrie et obtient de la même université son certificat d'études supérieures (CES) de psychiatrie de l’adulte en 1983 et son CES de psychiatrie de l’enfant et de l’adolescent (Université de médecine de Paris XI Kremlin Bicêtre). Il deviendra professeur agrégé en psychiatrie en 1992.
Il assure les fonctions de chef du département de psychiatrie et de psychologie médicale à la Faculté de médecine de Libreville.
Il travaille ensuite a l’administration de la lutte contre l’enrichissement illicite. Il est ensuite nommé par le président ministre des Affaires étrangères. 
Quelque temps après il est nommé à la tête de la CNAMGS (Caisse nationale d’assurance maladie et de Garantie sociale).Il reste pendant 9 ans a la tête de cette entreprise avant d’être nommé Directeur général de la SGEPP
il est aussi le mari de l’actuelle présidente du Senat gabonais.

## Parcours professionnel
Médecin psychiatre à la Fondation Jeanne Ebori de Libreville (1983 - 1992)
Médecin chef du service de psychiatrie à l’hôpital psychiatrique de Melen (depuis 1992)
Conseiller technique au ministère de la Santé (1990 - 1991)
Médecin conseil à la Caisse nationale de garantie sociale (CNGS) (1990 - 1991)
Membre fondateur de l’ONG Gabon médicale assistance
Directeur général adjoint de l’Action sanitaire à la Caisse nationale de sécurité sociale (CNSS) (1991 - 1999)
Président du conseil d'administration de la Caisse nationale de garantie sociale (CNGS) (1999 - 2003)
Ministre délégué aux Affaires étrangères (2007)
Directeur général de la Caisse nationale d’assurance maladie et de garantie sociale (CNAMGS) (2009)
Directeur général de la SGEPP (2018)